# Michaël Llodra
Michaël Llodra (ur. 18 maja 1980 w Paryżu) – francuski tenisista, zwycięzca Australian Open 2003 i Australian Open 2004 oraz Wimbledonu 2007 w grze podwójnej, srebrny medalista igrzysk olimpijskich z Londynu (2012) w grze podwójnej, reprezentant w Pucharze Davisa.
Syn piłkarza Michela, zawodnika Paris Saint Germain.

## Kariera tenisowa
W grze podwójnej finalista juniorskiego Wimbledonu z 1998 i US Open z 1997.
Jako zawodowy tenisista występował w latach 1999–2014.
W grze pojedynczej wygrał 5 turniejów rangi ATP World Tour (’s-Hertogenbosch 2004, Adelaide 2008, Rotterdam 2008, Marsylia 2010 oraz Eastbourne 2010). Ponadto grał w 5 finałach turniejów ATP World Tour. W singlu najwyższą pozycję rankingową osiągnął na początku maja 2011 – nr 21.
W grze podwójnej jest zwycięzcą w parze z Fabrice’em Santoro Australian Open z roku 2003 i 2004 oraz w roku 2005 Tennis Masters Cup. W sezonie 2007 wspólnie z Arnaudem Clémentem zwyciężył w Wimbledonie. W parze z Santoro jest również finalistą Australian Open z 2002, Tennis Masters Cup z 2003 oraz French Open z 2004 roku. W roku 2008 razem z Clémentem doszedł do finału Australian Open. W 2013 roku awansował wraz z Nicolasem Mahutem do finału French Open. Na przełomie lipca i sierpnia 2012 roku, razem z Jo-Wilfriedem Tsongą zdobył srebrny medal XXX Letnich Igrzysk Olimpijskich. W meczu o złoto przegrali z braćmi Bryan 4:6, 6:7(2). Łącznie wygrał 26 turniejów ATP World Tour w deblu oraz 22 razy był finalistą.
Od roku 2002 reprezentował Francję w Pucharze Davisa. Rok później został finalistą tych rozgrywek (w meczu finałowym z Rosją nie wystąpił). Również w 2010 osiągnął z zespołem finał. W finale z Serbią wystąpił w deblu razem z Arnaudem Clémentem przeciwko Janko Tipsareviciowi i Nenadowi Zimonjiciowi. Francuska para wygrała pojedynek w pięciu setach, ale w całej rywalizacji triumfowali 3:2 Serbowie.

### Finały w turniejach ATP World Tour
| Legenda                                      |
| -------------------------------------------- |
| Wielki Szlem                                 |
| Igrzyska olimpijskie                         |
| Tennis Masters Cup / ATP Finals              |
| ATP Masters Series / ATP Tour Masters 1000   |
| ATP International Series Gold / ATP Tour 500 |
| ATP International Series / ATP Tour 250      |

#### Gra pojedyncza (5–5)
| Końcowy wynik | Nr | Data             | Turniej          | Nawierzchnia  | Przeciwnik             | Wynik finału        |
| ------------- | -- | ---------------- | ---------------- | ------------- | ---------------------- | ------------------- |
| Finalista     | 1. | 11 stycznia 2004 | Adelaide         | Twarda        | Dominik Hrbatý         | 4:6, 0:6            |
| Zwycięzca     | 1. | 20 czerwca 2004  | ’s-Hertogenbosch | Trawiasta     | Guillermo Coria        | 6:3, 6:4            |
| Finalista     | 2. | 19 czerwca 2005  | ’s-Hertogenbosch | Trawiasta     | Mario Ančić            | 5:7, 4:6            |
| Zwycięzca     | 2. | 5 stycznia 2008  | Adelaide         | Twarda        | Jarkko Nieminen        | 6:3, 6:4            |
| Zwycięzca     | 3. | 24 lutego 2008   | Rotterdam        | Twarda (hala) | Robin Söderling        | 6:7(3), 6:3, 7:6(4) |
| Finalista     | 3. | 22 lutego 2009   | Marsylia         | Twarda (hala) | Jo-Wilfried Tsonga     | 5:7, 6:7(3)         |
| Finalista     | 4. | 1 listopada 2009 | Lyon             | Twarda (hala) | Ivan Ljubičić          | 5:7, 3:6            |
| Zwycięzca     | 4. | 21 lutego 2010   | Marsylia         | Twarda (hala) | Julien Benneteau       | 6:3, 6:4            |
| Zwycięzca     | 5. | 19 czerwca 2010  | Eastbourne       | Trawiasta     | Guillermo García-López | 7:5, 6:2            |
| Finalista     | 5. | 26 lutego 2012   | Marsylia         | Twarda (hala) | Juan Martín del Potro  | 4:6, 4:6            |

#### Gra podwójna (26–22)
| Końcowy wynik | Nr  | Data                 | Turniej                      | Nawierzchnia    | Partner            | Przeciwnicy                           | Wynik finału                  |
| ------------- | --- | -------------------- | ---------------------------- | --------------- | ------------------ | ------------------------------------- | ----------------------------- |
| Zwycięzca     | 1.  | 7 maja 2000          | Majorka                      | Ceglana         | Diego Nargiso      | Alberto Martín Fernando Vicente       | 7:6(2), 7:6(3)                |
| Finalista     | 1.  | 27 stycznia 2002     | Australian Open, Melbourne   | Twarda          | Fabrice Santoro    | Mark Knowles Daniel Nestor            | 6:7(4), 3:6                   |
| Finalista     | 2.  | 28 lipca 2002        | Los Angeles                  | Twarda          | Justin Gimelstob   | Sébastien Grosjean Nicolas Kiefer     | 4:6, 4:6                      |
| Zwycięzca     | 2.  | 26 stycznia 2003     | Australian Open, Melbourne   | Twarda          | Fabrice Santoro    | Mark Knowles Daniel Nestor            | 6:4, 3:6, 6:3                 |
| Finalista     | 3.  | 20 kwietnia 2003     | Monte Carlo                  | Ceglana         | Fabrice Santoro    | Mahesh Bhupathi Maks Mirny            | 4:6, 6:3, 6:7(6)              |
| Finalista     | 4.  | 11 maja 2003         | Rzym                         | Ceglana         | Fabrice Santoro    | Wayne Arthurs Paul Hanley             | 1:6, 3:6                      |
| Finalista     | 5.  | 5 października 2003  | Metz                         | Twarda (hala)   | Fabrice Santoro    | Julien Benneteau Nicolas Mahut        | 6:7(2), 3:6                   |
| Finalista     | 6.  | 2 listopada 2003     | Paryż                        | Dywanowa (hala) | Fabrice Santoro    | Wayne Arthurs Paul Hanley             | 3:6, 6:1, 3:6                 |
| Finalista     | 7.  | 16 listopada 2003    | Tennis Masters Cup, Houston  | Twarda          | Fabrice Santoro    | Bob Bryan Mike Bryan                  | 7:6(6), 3:6, 6:3, 6:7(3), 4:6 |
| Finalista     | 8.  | 11 stycznia 2004     | Adelaide                     | Twarda          | Arnaud Clément     | Bob Bryan Mike Bryan                  | 5:7, 3:6                      |
| Zwycięzca     | 3.  | 18 stycznia 2004     | Australian Open, Melbourne   | Twarda          | Fabrice Santoro    | Bob Bryan Mike Bryan                  | 7:6(4), 6:3                   |
| Finalista     | 9.  | 6 czerwca 2004       | French Open, Paryż           | Ceglana         | Fabrice Santoro    | Xavier Malisse Olivier Rochus         | 5:7, 5:7                      |
| Zwycięzca     | 4.  | 29 sierpnia 2004     | Long Island                  | Twarda          | Antony Dupuis      | Yves Allegro Michael Kohlmann         | 6:2, 6:4                      |
| Zwycięzca     | 5.  | 31 października 2004 | Petersburg                   | Dywanowa (hala) | Arnaud Clément     | Dominik Hrbatý Jaroslav Levinský      | 6:3, 6:2                      |
| Finalista     | 10. | 16 stycznia 2005     | Sydney                       | Twarda          | Arnaud Clément     | Mahesh Bhupathi Todd Woodbridge       | 3:6, 3:6                      |
| Zwycięzca     | 6.  | 8 maja 2005          | Rzym                         | Ceglana         | Fabrice Santoro    | Bob Bryan Mike Bryan                  | 6:4, 6:2                      |
| Finalista     | 11. | 15 maja 2005         | Hamburg                      | Ceglana         | Fabrice Santoro    | Jonas Björkman Maks Mirny             | 6:4, 6:7(2), 6:7(3)           |
| Zwycięzca     | 7.  | 9 października 2005  | Metz                         | Twarda (hala)   | Fabrice Santoro    | José Acasuso Sebastián Prieto         | 5:2, 3:5, 5:4(4)              |
| Zwycięzca     | 8.  | 30 października 2005 | Lyon                         | Dywanowa (hala) | Fabrice Santoro    | Jeff Coetzee Rogier Wassen            | 6:3, 6:1                      |
| Zwycięzca     | 9.  | 13 listopada 2005    | Tennis Masters Cup, Szanghaj | Dywanowa (hala) | Fabrice Santoro    | Leander Paes Nenad Zimonjić           | 6:7(6), 6:3, 7:6(4)           |
| Zwycięzca     | 10. | 5 listopada 2006     | Paryż                        | Dywanowa (hala) | Arnaud Clément     | Fabrice Santoro Nenad Zimonjić        | 7:6(4), 6:2                   |
| Zwycięzca     | 11. | 18 lutego 2007       | Marsylia                     | Twarda (hala)   | Arnaud Clément     | Mark Knowles Daniel Nestor            | 7:5, 4:6, 10–8                |
| Zwycięzca     | 12. | 7 lipca 2007         | Wimbledon, Londyn            | Trawiasta       | Arnaud Clément     | Bob Bryan Mike Bryan                  | 6:7(5), 6:3, 6:4, 6:4         |
| Finalista     | 12. | 30 września 2007     | Bangkok                      | Twarda (hala)   | Nicolas Mahut      | Sanchai Ratiwatana Sonchat Ratiwatana | 6:3, 5:7, 7–10                |
| Zwycięzca     | 13. | 7 października 2007  | Metz                         | Twarda (hala)   | Arnaud Clément     | Mariusz Fyrstenberg Marcin Matkowski  | 6:1, 6:4                      |
| Finalista     | 13. | 14 października 2007 | Sztokholm                    | Twarda (hala)   | Arnaud Clément     | Jonas Björkman Maks Mirny             | 4:6, 4:6                      |
| Finalista     | 14. | 26 stycznia 2008     | Australian Open, Melbourne   | Twarda          | Arnaud Clément     | Jonatan Erlich Andy Ram               | 5:7, 6:7(4)                   |
| Zwycięzca     | 14. | 9 marca 2008         | Las Vegas                    | Twarda          | Julien Benneteau   | Bob Bryan Mike Bryan                  | 6:4, 4:6, 10–8                |
| Zwycięzca     | 15. | 5 października 2008  | Metz                         | Twarda (hala)   | Arnaud Clément     | Mariusz Fyrstenberg Marcin Matkowski  | 5:7, 6:3, 10–8                |
| Zwycięzca     | 16. | 26 października 2008 | Lyon                         | Dywanowa (hala) | Andy Ram           | Stephen Huss Ross Hutchins            | 6:3, 5:7, 10–8                |
| Zwycięzca     | 17. | 22 lutego 2009       | Marsylia                     | Twarda (hala)   | Arnaud Clément     | Julian Knowle Andy Ram                | 3:6, 6:3, 10–8                |
| Finalista     | 15. | 27 września 2009     | Metz                         | Twarda (hala)   | Arnaud Clément     | Colin Fleming Ken Skupski             | 6:2, 4:6, 5–10                |
| Zwycięzca     | 18. | 21 lutego 2010       | Marsylia                     | Twarda (hala)   | Julien Benneteau   | Julian Knowle Robert Lindstedt        | 6:4, 6:3                      |
| Finalista     | 16. | 15 sierpnia 2010     | Toronto                      | Twarda          | Julien Benneteau   | Bob Bryan Mike Bryan                  | 5:7, 3:6                      |
| Finalista     | 17. | 13 lutego 2011       | Rotterdam                    | Twarda (hala)   | Nenad Zimonjić     | Jürgen Melzer Philipp Petzschner      | 4:6, 6:3, 5–10                |
| Finalista     | 18. | 8 maja 2011          | Madryt                       | Ceglana         | Nenad Zimonjić     | Bob Bryan Mike Bryan                  | 3:6, 3:6                      |
| Zwycięzca     | 19. | 7 sierpnia 2011      | Waszyngton                   | Twarda          | Nenad Zimonjić     | Robert Lindstedt Horia Tecău          | 6:7(3), 7:6(6), 10–7          |
| Zwycięzca     | 20. | 14 sierpnia 2011     | Montreal                     | Twarda          | Nenad Zimonjić     | Bob Bryan Mike Bryan                  | 6:4, 6:7(5), 10–5             |
| Finalista     | 19. | 21 sierpnia 2011     | Cincinnati                   | Twarda          | Nenad Zimonjić     | Mahesh Bhupathi Leander Paes          | 6:7(4), 6:7(2)                |
| Zwycięzca     | 21. | 9 października 2011  | Pekin                        | Twarda          | Nenad Zimonjić     | Robert Lindstedt Horia Tecău          | 7:6(2), 7:6(4)                |
| Finalista     | 20. | 16 października 2011 | Szanghaj                     | Twarda          | Nenad Zimonjić     | Maks Mirny Daniel Nestor              | 6:3, 1:6, 10–12               |
| Zwycięzca     | 22. | 6 listopada 2011     | Bazylea                      | Twarda (hala)   | Nenad Zimonjić     | Maks Mirny Daniel Nestor              | 6:4, 7:5                      |
| Zwycięzca     | 23. | 19 lutego 2012       | Rotterdam                    | Twarda (hala)   | Nenad Zimonjić     | Robert Lindstedt Horia Tecău          | 4:6, 7:5, 16–14               |
| Finalista     | 21. | 4 sierpnia 2012      | Londyn                       | Trawiasta       | Jo-Wilfried Tsonga | Bob Bryan Mike Bryan                  | 4:6, 6:7(2)                   |
| Zwycięzca     | 24. | 10 lutego 2013       | Montpellier                  | Twarda (hala)   | Marc Gicquel       | Johan Brunström Raven Klaasen         | 6:3, 3:6, 11–9                |
| Zwycięzca     | 25. | 2 marca 2013         | Dubaj                        | Twarda          | Mahesh Bhupathi    | Robert Lindstedt Nenad Zimonjić       | 7:6(6), 7:6(6)                |
| Finalista     | 22. | 9 czerwca 2013       | French Open, Paryż           | Ceglana         | Nicolas Mahut      | Bob Bryan Mike Bryan                  | 4:6, 6:4, 6:7(4)              |
| Zwycięzca     | 26. | 16 lutego 2014       | Rotterdam                    | Twarda (hala)   | Nicolas Mahut      | Jean-Julien Rojer Horia Tecău         | 6:2, 7:6(4)                   |